# Uma
 Ovo je glavno značenje pojma Uma. Za druga značenja pogledajte Uma (razdvojba).
Uma ili umma (arapski: أمة) je riječ koja označava zajednicu ili naciju. U Islamu uma (ili ummet) znači zajednica svih vjernika (ummat al-mu'mimin), i samim tim svog islamskog svijeta.

## Porijeklo
Fraza umma wahida u Kuranu ("Jedna zajednica") odnosi se na čitav islamski svijet. U današnjem arapskom jeziku riječ umma koristi se u obliku koji označava moderno poimanje nacije, na primjer : al-Umam al-Muttahida, Ujedinjeni narodi.

## Vanjske poveznice
- The definition of 'Ummah' is the unity of the Muslims  Arhivirana inačica izvorne stranice od 19. veljače 2012. (Wayback Machine) (engl.)